# Kastély (album)
A Kastély TrAnzKaPHka 2016-ban megjelent első stúdióalbuma.

## Háttér
A zenekaron belüli források úgy erősítették meg, hogy 2015-ben új Akkezdet Phiai album érkezik, de Saiid (a duó másik tagja) 2015 telén négy hónapra Ázsiába utazott, így a tervezett lemez nem készült el. Újonc nem akart leállni a munkával, és mivel maradt egy csomó felesleges energiája és volt néhány új szövege, belevágott egy szólóprojektbe, ez lett a trAnzKaPHka.

„Először a projekt címe volt meg. Tudtam, hogy Kafka A kastély című regénye jelöli majd ki az album hangulatát, mert egy sötét, bizarr és szürrealisztikus szöveg- és hangzásvilágot szerettem volna létrehozni. Az már csak utólag derült ki, hogy Franz Kafka nevében, ha elmésen ph-val írjuk, benne van az AKPH monogramja.” „Nemrég újraolvastam A kastélyt Kafkától, és beszéltük egy barátommal, hogy milyen vicces lenne, ha nem Franz Kafka lenne – hanem „Tranz”, mert akkor benne van az átalakulás, Az átváltozás címe is.”

– TrAnzKaPHka (Újonc)

A Kastély című album 6 számot tartalmaz, melyek 2016. június 18-a és 23-a között naponta jelentek meg. A lemez hideg, távoli, sötét újhullámos hip hop alapok és szubkulturális, politikai, közéleti és irodalmi utalásoktól hemzsegő szövegek markáns és szuggesztív elegye. A zenei alapokat egy fiatal győri DJ és zenei producer, Sammie Beats készítette.

„Nagyon izgalmas volt vele dolgozni. A Soundcloud-ját már régóta követtem, aztán összeismerkedtünk, és egyből megtaláltuk a közös hangot. Volt, hogy kész zenéket mutatott, de olyan dal is szerepel a lemezen, amit együtt írtunk. ”

– TrAnzKaPHka (Újonc)

## Témák
Az album egy izgalmas és gondolatébresztő mű, amely a modern társadalom és az egyéni küzdelmek mélyebb rétegeit tárja fel. Az album a társadalmi és személyes problémákat komplex és provokatív módon közelíti meg, egyedi lírai stílusával és ironikus hangvételével.

#### Hangulat
1. Társadalmi Kritika és Modern Élet
A "Kastély" album szívében a modern társadalom kritikája áll. A szövegek ironikus és szarkasztikus tónusban reflektálnak a fogyasztói kultúra felszínességére, valamint a társadalmi normák és elvárások nyomására. Az album felfedi, hogyan válik a pénz és a külsőségek a társadalmi státusz mércéjévé, míg az egyéni értékek és kapcsolatok háttérbe szorulnak. Különösen hangsúlyos a társadalmi elit életstílusának bemutatása, amelyet az album a maga ürességében és problémáival tálal.
2. Személyes Feszültségek és Érzelmi Állapotok
A "Kastély" nem csupán társadalmi kritikát, hanem mély személyes érzelmi állapotokat is bemutat. A szövegek az egyéni küzdelmeket, csalódásokat és önértékelési problémákat ábrázolják, az album egyfajta introspektív utazásként tárja fel a belső feszültségeket. Ezek a problémák gyakran a modern élet kihívásaiból és a társadalmi elvárásokból fakadnak, amelyeket az album szellemesen és mélyen elemez.
3. Kulturális és Szórakoztatóipari Kritika
A dalok ironikus kommentárokat tartalmaznak a kortárs kulturális és szórakoztatóipari trendekkel kapcsolatban. A szövegek rávilágítanak a média és a közösségi média felszínességére és társadalmi hatásaira, bemutatva, hogyan formálják ezek a jelenségek a fiatal generáció értékrendjét és életstílusát. Az album célja, hogy kritikusan szemlélje a kultúrát és a szórakoztatást, valamint azok hatását az egyéni és társadalmi normákra.
4. Személyes Reflexiók és Társadalmi Elvárások
A "Kastély" szövegei mélyen foglalkoznak a társadalmi elvárásokkal és azok hatásaival az egyén életére. Az album bemutatja, hogyan próbál az egyén megfelelni a társadalmi normáknak, miközben saját belső konfliktusait és személyes problémáit is próbálja kezelni. Ez a komplex és rétegzett ábrázolás egy árnyalt képet fest a modern élet kihívásairól és az egyéni sorsról.

#### Stílus és Nyelvezet
A "Kastély" album stílusa provokatív és szarkasztikus, amely hangsúlyozza a társadalmi és személyes kritikát. A szövegek szándékosan nyersek és szemtelenek, gazdag szóképekkel és metaforákkal dolgoznak. Az album hangulata melankolikus és introspektív, ugyanakkor irónikus és kritikus, tükrözve a modern társadalom komplexitását és paradoxonjait.

#### Összegzés
Az album egy sötét, ironikus lírai mű, amely mély betekintést nyújt a modern társadalom problémáiba és az egyéni küzdelmekbe. A társadalmi kritikát, a fogyasztói kultúra ürességét és a személyes érzelmi állapotokat összekapcsolva az album gazdag és rétegzett zenei élményt kínál. A szövegek folyamatosan reflektálnak a kortárs társadalmi és kulturális jelenségekre, bemutatva egy árnyalt és sokszínű világot.

## Szöveg és Rap technikák
Szöveg nagyon sok problémát boncolgat.  Ez egész album „Franz Kafka – A kastély” regénnyel lehet párhuzamba hozni. A témák és történet vezetése is hasonló mivel nem tudunk a problémákra megoldás találni, mint a műben a kastély is elérhetetlenséget mutat. A problémáról el lehet mondani, hogy társadalmi, politikai, életfelfogás amit egy ember nem tud megoldani.
Rap technikailag elmondható, hogy ekkor tájt főleg Magyarországon nagyon egyedinek hatott, mivel nem volt referencia. Elmondható a Trap zenékről, hogy gyorsabb tempóban íródnak, mint a Boom bap és más 90-es évek és 2000-es évek eleji népszerű hip hop zenei stílusok. Ez azt jelenti, hogy a 80-100 BPM (Beats Per Minute, magyarul percenkénti leütésszám) általában 90 BPM Boom bap féle tempó helyett a Trapben 120-180 BPM, ami inkább 140 BPM körüli, vagyis jóval gyorsabb. Elmondható az, hogy ekkor két féle éppen lehet szöveget írni: vagy 140 BPM ír szöveget az ember, ami brutálisan gyors, vagy a fele tempóban (BPM), vagyis ebben a példában 70 BPM, ami jóval lassabb. Általában mindenki a másodikat választja, ami a fele tempót (BPM) jelenti, emiatt sokkal kevesebb szótagszámot lehet elmondani ugyanolyan ritmusban, ezáltal sokkal rövidebbek a dalszöveg sorai, ami azt takarja, hogy a belső rímek használata nagyon körülményes, mivel szövegromboló hatása lehet. A flow-ról el lehet mondani, hogy vagy párhuzamot vagy inspiráció figyelhető meg, mivel nagy hasonlít a mumble rap-re, ami azt takarja, hogy megfigyelhető triplet flow és a nagyon lassú ritmusú és kevés sor szótagszámú flow. Ettől függetlenül, mint APKH-ban megszökött tartalmas és összetett dalszövegeket kapunk, ami elgondoltatja ezt az embert. Ezenkívül nagyon sok punchline-nal és szójátékokkal díszítve.

## Hangzásvilága és Producerezése
Az egész album egy producerrel készült Sammie Beats-vel ami érezhető mert az egész album nagyon nagy egységként működik és ami felépíti az egész album hangulatát.. Zeneileg el lehet mondani, hogy nagyon Trap beat-ekre épül sötét, bizarr hangzással díszített zenéből áll az egész album. Nagyon sok EDM (Dubstep, DnB, Grime) stílusból fellelhető hangzás, bár csak nagyon kis mértékben. Egyedi hangszerelése azért van, mivel ekkor tájt még nem volt a Trap zenéknek általános hangzása, mivel nem voltak Soundcloud rapper-ek népszerűek és a Trap zenék mainstreamek, mint 2017-től. Innentől elindult el a type beat kultúra, ami általánosította a Trap zenének a hangzását és hangszerelését.

## Díjak
A projekt legnépszerűbb darabja a Kodein című szám lett, amelynek audio változata 2020 áprilisában már 3 millió megtekintés fölött jár a YouTube nevű videomegosztó weboldalon. A zenéhez később 2018-ban videoklip is készült, ami a harmadik Magyar Klipszemlén elnyerte a legjobb operatőrnek járó díjat.

## Összefogalás
Ha pontosan zenei stílusokban kellene az egész albumot leírni akkor az mondanám, hogy „Egy album-nyi zene ami progresszív, tudatos, politika és pszichedelikus rap szövegeket Trap beat-eken tálalja.”

## Hatása a jövőre
Nagyon sok inspirációt adhat Trap beat-ekre való szöveg centrikus dalszövegek írásának egyik módjára.

## Szerzők és előadók
Ezek az adatok Discogs weboldalról származnak.
- TrAnzKaPHka – rapper, vokál  , előadó, dalszövegíró
- Sammie Beats – hangszerelés, producerelés, komponálás
- Schram Dávid - hangmérnök,  Mixing engineer, Mastering engineer,
- Szüts Eszter - bórító tervező, grafikus

## Tracklist
Ezek az adatok Discogs weboldalról származnak.
Paradigma.
  A Helyzet Ura (Kodein)  
Keleti Nyitás

## Külső hivatkozások
Kritikák
- https://offmedia.hu/experimentalis-tranzkaphka-szammal-indul-a-december/
- https://apokrifonline.com/2016/11/21/szubjektiv-szeljegyzet-a-tranzkaphka-margojara-zenekritika/
- https://recorder.blog.hu/2022/02/18/_engem_mindig_a_megujulas_foglalkoztat_zavada_peter_es_ratkoczi_huba_az_uj_tranzkaphka-lemezrol
- https://444.hu/2016/06/18/ujonc-p-klippremier-egymas-feleseget-verjuk-mint-egy-kdnp-s-swingerpartyn
- https://index.hu/kultur/zene/2018/10/12/tranzkaphka_premier_kodein_zavada_peter_jakab_peter/